# Hors de la mort
Pour plus de détails, voir Fiche technique et Distribution.
Hors de la mort ou Course contre la montre au Québec (Out of Death) est un film d'action américain réalisé par Mike Burns, sorti en 2021.

## Synopsis
Au cours d'une randonnée, une jeune femme, Shannon, assiste au meurtre d'un dealer assassiné par une policière. Après l'avoir photographiée en train de l'abattre, le témoin s'enfuit dans la forêt tandis que la flic corrompue la traque avec son coéquipier. Toutefois, Shannon trouve refuge auprès d'un ancien officier de l'ordre, Jack Harris, qui la sauve de leurs griffes avant que sa nièce ne soit prise en otage par leur boss à la tête du commissariat, compromis dans des affaires louches...

## Fiche technique
- Titre original : Out of Death
- Titre français : Hors de la mort
- Titre québécois : Course contre la montre
- Réalisation : Mike Burns
- Scénario : Bill Lawrence
- Musique : Jacob Bunton et Mike Burns
- Photographie : Peter Holland
- Montage : R.J. Cooper
- Production : Randall Emmett, George Furla, Chad A. Verdi, Luillo Ruiz et Shaun Sanghani
- Sociétés de production : Emmett/Furla Oasis, SSS Entertainment, BondIt Media Capital et The Pimienta Film Co.
- Société de distribution : Vertical Entertainment
- Pays d'origine :  États-Unis
- Langue originale : anglais
- Format : couleur
- Genre : action
- Durée : 96 minutes
- Dates de sortie : 
  - États-Unis : 16 juillet 2021
  - France : 20 janvier 2022 (VOD)

## Distribution
- Jaime King (VF : Marie Zidi ; VQ : Mélanie Laberge) : Shannon Mathers
- Bruce Willis (VF : Éric Herson-Macarel ; VQ : Thiéry Dubé) : Jack Harris
- Lala Kent (VF : Edwige Lemoine ; VQ : Sofia Blondin) : Billie Jean
- Michael Sirow (VQ : Frédérik Zacharek) : Hank Rivers
- Tyler Olson (VF : Fabrice Lelyon ; VQ : Patrice Dubois) : Tommy Rivers
- Kelly Greyson (VQ : Ariane-Li Simard-Côté) : Pam Harris
- Mike Burns : officier Frank
- Megan Leonard (VQ : Émilie Josset) : Joanna Kern

 Source et légende : version française (VF) sur RS Doublage et Doublage.qc.ca